# Го Чжэнь
Го Чжэнь (кит. трад. 郭震, 656—713) — китайский политик, военный, поэт времен империи Тан.

## Биография
Родился в 656 году в Янцюе (современная провинция Шаньси). Происходил из влиятельной чиновничьей семьи. В 671 году переезжает в столицу Чанъань, где поступает до императорского университета. В 673 году он успешно сдает императорский экзамен и получает высшую ученую степень цзиньши. Того же года назначается главой округа Тунцюань (современный Суйнин, провинция Сычуань). Здесь строгим отношением к населению вызвал сплошное недовольство. Услышав об этом, правительница У Цзэтянь вызвала Го Чжэня в Лоян (который на то время стал столицей). Здесь Го сумел создать о себе хорошее впечатление и поэтому был помилован. В том же году назначается послом в Тибет. В течение года он вёл переговоры с тибетским представителем императора Дусрона. Го сумел успешно провести переговоры, а также воспользоваться начавшейся междоусобицей в Тибете. В 699 году получил назначение в ведомство обрядов, где отвечал за отношения с другими государствами. В 701 году назначается главой префектуры Лян (на территории современной провинции Ганьсу). Во время своей каденции много сделал для защиты местности от набегов тибетцев, способствовал ирригации, улучшению экономического состояния населения.
В 706 году новый император Чжун-цзун назначает Го Чжэня послом в Тюргешский каганат, где Го вел переговоры с его владельцами — Ушилем и Соге. Китайский дипломат добился союза с каганатом против арабов. Это обеспечило мир на северных границах Китая к 708 году, когда у каганата произошли беспорядки. Императорские канцлеры Цзун Чукэ и Цзи Чуна были подкуплены  врагами Соге, вследствие чего Китай решил напасть на войска Соге. Против этого восстал Го Чжэнь, но тщетно. Вследствие этого началась война с каганатом. Впрочем, она длилась недолго — Го Чжэнь смог объяснить императору ситуацию. В результате канцлеры были казнены, а Го Чжэнь заключил новый мир с Соге.
В 710 году новый император Жуй-цзун назначил Го Чжэня министром сельского хозяйства, а в 711 году — канцлером, дав ему титул цзы (аналог барона). В 712 году будущий император Сюань-цзун назначил Го Чжэня военным комендантом области Софан (современные провинции Нинся и Шэньси). В том же году назначен военным министром.
В 713 году вновь назначается канцлером. В том же году принимал активное участие в подавлении заговора принцессы Тайпин, за что получил титул Дай-гуна (аналог герцога) и руководство цензоратом. Впрочем том же году во время борьбы с кочевниками потерпел неудачу, во время инспекции император увидел плохо подготовленную армию. Поэтому Го Чжэнь был снят с должностей и сослан в префектуру Синь (современная провинция Гуандун). Впрочем в том же году Го был повышен до военного советника руководителя префектуры Жао (современная провинция Цзянси), но Го Чжэнь не успел доехать к новому месту службы, умерев в пути.

## Творчество
Поэзия Го Чжэня славилась за необыкновенную духовную силу. До наших дней сохранилось более 20 его стихотворений.
«'Сверчок»'
В горькой тоске от дома вдали — человек, что удачи не знал …
И только стрекочет-стрекочет негромко у самой подушки моей
Ты не произноси свой печальный зов у красных ворот богачей —
Там в свисте волынок и звуках песен они не услышат тебя.